# بهروز محبی نجم‌آبادی
بهروز محبی نجم‌آبادی (زادهٔ ۱۳۵۱) نمایندهٔ حوزهٔ انتخابیهٔ سبزوار در دورهٔ یازدهم و دوازدهم مجلس شورای اسلامی است.

## تحصیلات
او مدرک دکترای آنالیز ریاضی از دانشگاه حکیم سبزواری دارد. مدرک کارشناسی‌اش را در دبیری ریاضی از دانشگاه شهید باهنر کرمان و مدرک کارشناسی ارشدش را در ریاضی از دانشگاه فردوسی مشهد اخذ کرد.

## نمایندگی مجلس شورای اسلامی
او با کسب ۶۷٬۵۸۲ رأی از مجموع ۱۸۳٬۱۱۱ رأی مأخوذه به عنوان نمایندهٔ دوم حوزه به مجلس راه یافت. نام محبی در فهرست شورای ائتلاف نیروهای انقلاب اسلامی قرار داشت.
| انتخابات                            | حوزهٔ انتخابیه | فهرست   | آرا    | کل آرا  | نتیجه       |
| ----------------------------------- | ------------- | ------- | ------ | ------- | ----------- |
| دور یازدهم مجلس شورای اسلامی (۱۳۹۸) | سبزوار        | شانا    | ۶۷٬۵۸۲ | ۱۸۳٬۱۱۱ | دوم (پیروز) |
| دور نهم مجلس شورای اسلامی (۱۳۹۰)    | سبزوار        | پایداری | ۲۷٬۸۴۶ | ۲۱۷٬۸۸۵ | ششم (مغلوب) |